# Волфганг цу Щолберг
Волфганг цу Щолберг-Щолберг (на немски: Wolfgang zu Stolberg-Stolberg; * 1 октомври 1501 в дворец Щолберг, Харц; † 8 март 1552 в Алщет) от фамилията Щолберг е граф на Графство Щолберг и немски политик.
Той е най-възрастният син на граф Бото цу Щолберг (1467 – 1538) и съпругата му графиня Анна фон Епщайн-Кьонигщайн (1481 – 1538), дъщеря на граф Филип I фон Епщайн-Кьонигщайн и графиня Луиза де Ла Марк. Брат е на Лудвиг цу Щолберг (1505 – 1574), Хайнрих X (1509 – 1572), Албрехт Георг (1516 – 1587), Юлиана фон Щолберг (1506 –1580), омъжена 1523 г. за граф Филип II фон Ханау-Мюнценберг (1501 – 1529), 1531 г. за граф Вилхелм I „Богатия“ фон Насау-Диленбург (1487 – 1559), и Магдалена (1511 – 1546), омъжена за граф Улрих X фон Регенщайн-Бланкенбург (1489 – 1551).
През 1512 г. на десет години той става домпропст в Халберщат и 1517 г. в Наумбург и на 1 май 1521 Rector magnificus на университет Витенберг.
След смъртта на баща му през 1538 г. той води управлението на собственостите на Щолберг. При подялба на наследството той втема за себе си амт Алщет.
Граф Волфганг признава учението на Мартин Лутер и прокарва реформацията в щолбергските собствености. Той е родоначалник на линията Харц на фамилята Щолберг, която свършва по мъжка линия през 1631 г. със смъртта на внук му граф Волфганг Георг цу Щолберг.

## Фамилия
Волфганг се жени на 20 юни 1541 г. във Вернигероде за графиня Доротея фон Регенщайн-Бланкенбург (* 6 април 1525 в Бланкенбург; † 19 май 1545 в Щолберг), дъщеря на граф Улрих X фон Регенщайн-Бланкенбург (1489 – 1551) и първата му съпруга Барбара фон Мансфелд-Фордерорт (ок. 1505 – 1529). Те имат един син:
- Волфганг (1544 – 1547)

На 28 февруари 1546 г. в Кьонигщайн в Таунус той се жени втори път за графиня Геновефа фон Вид (* ок. 1505; † 26 юни 1556), дъщеря на граф Йохан III фон Вид. Те имат децата: 
- Волфганг Ернст (1546 – 1606), граф цу Щолберг-Щолберг, връзка с Катарина Лаупе (1554/55 – 1634)
- Бодо IX (1548 – 1577 в Кведлинбург), умира при лов
- Йохан (1549 – 1612), граф цу Щолберг-Щолберг, женен на 3 март 1579 г. за Енгела фон Путбус (1549/50 – 1598)
- Анна (1550 – 1623), монахиня, деканиска на манастир Кведлинбург
- Хайнрих XI (1551 – 1615), граф цу Щолберг-Вернигероде, женен на 24 юни 1583 г. за графиня Адриана фон Мансфелд-Арнщайн (1559 – 1625)